# محمد حسن الأمين
السيد محمد حسن الأمين (1946 - 10 نيسان 2021) هو عالم دين شيعي من لبنان، أديب وشاعر، له أفكار تجددية ورؤى في الفكر الإسلامي المعاصر أكثرها إثارة للجدل ان الإسلام لا يتعارض مع العلمانية.

## نسبه وعائلته
هو السيد (محمد حسن) ابن السيد (علي مهدي) ابن السيد (محمد حسن) ابن السيد (علي مهدي) ابن السيد (مهدي) ابن السيد (علي) ابن السيد (محمد الأمين) الذي انتسبت إليه العائلة.

## ولادته ونشأته
وُلد في بلدة شقرا قضاء بنت جبيل سنة 1946 (1316 هـ)، والده السيد علي مهدي الأمين.
تابع دراسته الابتدائية والمتوسطة في بلدته في نفس الوقت الذي كان يتابع فيه دراسته على والده في علوم اللغة والنحو والصرف والمنطق.
ثمّ هاجر إلى النجف عام 1960، فدخل كليّة الفقه وتخرّج منها في العام 1967 ميلادي، ثم تابع دراساته العليا حتى العام 1972 ميلادي، حيث عاد إلى جبل عامل وسكن بلدته شقراء حتى العام 1975 ميلادي.

## في القضاء الجعفري
دخل سلك القضاء الشرعي الجعفري عام 1975، ثمّ عُين قاضياً في مدينة صور حتى عام 1977 حيث انتقل إلى مدينة صيدا وبقي رئيساً لمحكمتها حتى سنة 1997 حين نُقل إلى المحكمة العليا مستشاراً.

## نشاطه الأدبي
قال عنه السيد حسن الأمين في سياق ترجمة لوالده: " سلك طريق والده في طلب العلم وتخرّج من معاهد النجف.... شاعر مبدع وأديب بارع، خير خلف لخير سلف". 
وأهم نشاطاته الأدبية والشعرية:
- كتب الشعر في فترة مبكرة من عمره.
- شارك في إصدار وتحرير (مجلة النجف) مع نخبة من الأدباء، وله كتابات فيها.
- شارك في إصدار وتحرير (مجلة الكلمة) في النجف، وله كتابات فيها.
- كتب العديد من المقالات في مجلة «عبقر» أيام تواجده في النجف.

## مؤلفاته
من مؤلفاته:
1. الاجتماع العربي الإسلامي
2. نقد العلمنة والفكر الديني
3. بين القومية والإسلام
4. الإسلام والديموقراطية
5. مساهمات في النقد العربي
6. وضع المرأة الحقوقي بين الثابت والمتغير
7. حقوق وواجبات المرأة المسلمة في لبنان (مع آخرين)
8. الإمام الشهيد السيد محمد باقر الصدر، سمو الذات وخلود العطاء.

## وفاته
توفي في 10 نيسان (أبريل) 2021، بعد إصابته بفيروس كورونا. وكان أدخل مساء السبت في 22 آذار (مارس) 2021، إلى مستشفى دلَّاعة في صيدا، لتلقي العلاج إثر اصابته بالفيروس الذي أدّى إلى مضاعفات خطيرة على وضعه الصحي، استدعت تزويده بعلاج خاص وأجهزة التنفس اللازمة.

## وصلات خارجية
- روافد: مقابلة توثيقية مع محمد حسن الأمين على قناة العربية